# Smallford
Smallford – przysiółek w Anglii, w hrabstwie Hertfordshire. Leży 4 km od miasta Hatfield, 13,8 km od miasta Hertford i 29,4 km od Londynu. W latach 1870–1872 miejscowość liczyła 245 mieszkańców.